# Sporting Clube do Porto Novo
L'Sporting Clube do Porto Novo és un club capverdià de futbol de la ciutat de Porto Novo a l'illa de Santo Antão.
Va ser fundat el 1956.

## Palmarès
- Lliga de Santo Antão Sud de futbol:[7]

2005/06, 2006/07, 2008/09
- Torneig d'Obertura de Santo Antão Sud de futbol:

2005, 2006, 2008, 2009
- Copa de Santo Antão Sud de futbol:

2005
- Supercopa de Santo Antão Sud de futbol:

2010